# Susanna e i vecchioni (Pittoni)
Susanna e i vecchioni è un dipinto a gesso  su carta realizzato indicativamente nel 1720 dal pittore italiano Giambattista Pittoni e conservato al Metropolitan Museum of Art di New York.

## Descrizione
È uno disegno compositivo in gesso nero che raffigura la storia dell'Antico Testamento di Susanna, qui ritratta sulla destra nella nudità, sorpresa durante il bagno da due anziani, le cui figure sono sommariamente ritratte.

## Stile
Pittoni ha inizialmente abbozzato rapidamente e leggermente la composizione generale, quindi ha rielaborato con profondità i contorni delle figure maschili con una pressione della mano molto maggiore per donare l'enfasi tonale. 
È un'opera con la tipica sensibilità rococò di Pittoni, in cui la composizione sembra essere stata realizzata per un dipinto, e sembra essere strettamente correlato all'opera di uno schizzo presente nel Museo Civico Correr di Venezia (inv. 4338) e nella Fondazione Cini di Venezia (inv. 30.252). Il retro dell'opera contiene alcuni scarabocchi accidentali in gessetti neri e rossi (un motivo verso l'alto sembra rappresentare forme architettoniche), che non sembrano essere dell'artista. L'annotazione del retro in gesso nero "79" è di una mano del XVIII secolo, mentre l'annotazione del verso in grafite "14 [?]. 39.8 / 1" è di una mano moderna.(Carmen C. Bambach, 2005)